# Аривара-но Нарихира
Аривара-но Нарихира (яп. 在原 業平, 825 — 9 июля 880) — выдающийся японский поэт и художник, принц по происхождению.

## Биография
Он был пятым сыном принца Або и внуком 51-го императора Японии Хэйдзэя. Его мать — принцесса Ито — в свою очередь, была дочерью императора Камму (отца Хэйдзэя), из чего следует, что поэт был связан кровными узами с императором Камму, как по материнской, так и по отцовской линии. Наряду с другими своими братьями, он вступил в жизнь в качестве частного лица, получив новое клановое имя — Аривара.

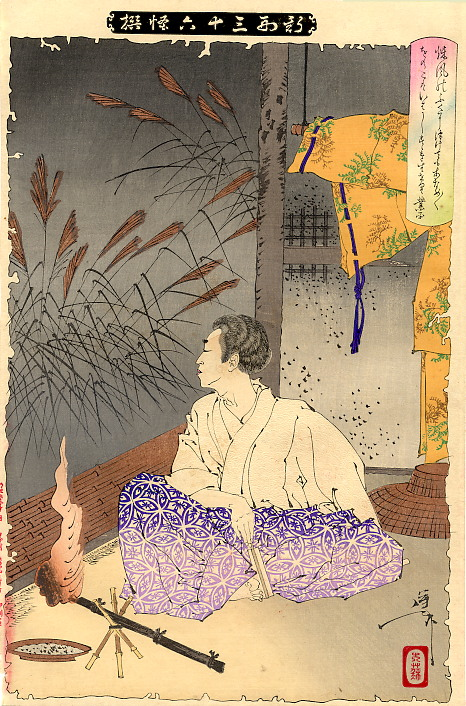

Хотя он и принадлежал к благороднейшему роду Японии, его деятельность на ниве политики не была особо выдающейся, особенно в период правления императора Монтоку. На протяжении 13 лет императорского правления Нарихира так и не смог подняться выше штатской должности при дворе. Его провал на политическом поприще, по общему мнению, был вызван скандалом, в который оказались вовлечены он и Фудзивара-но Такаико, супруга Императора или же другая высокопоставленная особа. Упоминание об этих любовных историях содержится в «Исэ-моногатари».
Некоторые его стихотворения открыли целые направления в тематике поэзии вака. Тридцать вака, вышедших из-под его пера, были включены в «Кокин(вака)сю» [The Kokin Wakashū (古今和歌集)]. Будучи упомянутым в прологе к «Кокин Вакасю», он вошёл в список «Шесть бессмертных» (6 лучших поэтов писавших в стиле вака), а также был назван одним из 36-ти бессмертных поэтов [Sanjūrokkasen (三十六歌仙)]. Сохранилось и его личное собрание стихов — «Нарихира сю».
В преданиях, частично возникших ещё при его жизни, он — идеальный вельможа: благородный в любви, тонко чувствующий красоту. Аривара-но Нарихира — герой (и, возможно, автор) «Исэ-моногатари», куда вошли многие из его вака. Однако не все вака в «Исэ-моногатари» были созданы им, и едва ли некоторые эпизоды, описанные в данном произведении, соответствуют действительности. Традиционно в нём видят воплощение японского дон Жуана. Считают, что именно он стал одним из тех, кто вдохновил Мурасаки Сикибу на создание Хикару Гэндзи, героя «Повести о Гэндзи», особенно в той её части, где она описывает запретную любовь между высокопоставленной дамой и придворным.